# Cal·liades d'Atenes
Cal·liades d'Atenes (en grec antic Καλλιάδης) va ser un atenenc esmentat per Heròdot, que diu que era arcont epònim d'Atenes al temps de l'ocupació de la ciutat per l'exèrcit persa (480 aC).